# Cirrospilus cyanops
Cirrospilus cyanops är en stekelart som beskrevs av Goureau 1851. Cirrospilus cyanops ingår i släktet Cirrospilus och familjen finglanssteklar.
Artens utbredningsområde är Frankrike. Inga underarter finns listade i Catalogue of Life.